# Mathiang Anyoor
Mathiang Anyoor, também grafado Mathiang Anyur (que significa "lagarta marrom"), também conhecido como Dot Ke Beny (que significa "Resgatar o Presidente"), é um grupo miliciano afiliado aos dincas no Sudão do Sul. Originalmente uma força voluntária ad-hoc fundada em 2012,  a milícia foi transformada em um exército privado para proteger o presidente Salva Kiir Mayardit e o chefe do exército Paul Malong Awan. No entanto, os militares sul-sudaneses (Exército Popular de Libertação do Sudão) afirmam que é apenas mais um batalhão.  Grande parte da violência étnica contra os não-dinkas ocorrida na Guerra Civil Sul-Sudanesa é atribuída à milícia.